# Liste der Biografien/Orr
Liste der Biografien |
Portal Biografien |
Personensuche
# |
A |
B |
C |
D |
E |
F |
G |
H |
I |
J |
K |
L |
M |
N |
O |
P |
Q |
R |
S |
T |
U |
V |
W |
X |
Y |
Z |
?
 
Oa |
Ob |
Oc |
Od |
Oe |
Of |
Og |
Oh |
Oi |
Oj |
Ok |
Ol |
Om |
On |
Oo |
Op |
Oq |
Or |
Os |
Ot |
Ou |
Ov |
Ow |
Ox |
Oy |
Oz
 
Ora |
Orb |
Orc |
Ord |
Ore |
Orf |
Org |
Orh |
Ori |
Orj |
Ork |
Orl |
Orm |
Orn |
Oro |
Orp |
Orr |
Ors |
Ort |
Oru |
Orv |
Orw |
Orx |
Ory |
Orz
Die Liste der Biografien führt alle Personen auf, die in der deutschsprachigen Wikipedia einen Artikel haben. Dieses ist eine Teilliste mit 65 Einträgen von Personen, deren Namen mit den Buchstaben „Orr“ beginnt.

## Orr
- Orr, Akiva (1931–2013), israelischer Schriftsteller und politischer Aktivist
- Orr, Alexander D. (1761–1835), US-amerikanischer Politiker
- Orr, Benjamin (1772–1828), US-amerikanischer Politiker
- Orr, Benjamin (1947–2000), US-amerikanischer MusikerBenjamin Orr (1947–2000)

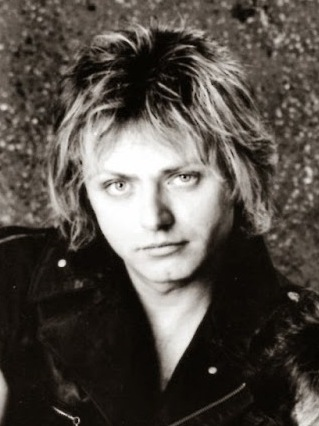
Benjamin Orr (1947–2000)

- Orr, Benjamin G. (1762–1822), US-amerikanischer Politiker
- Orr, Bob (* 1949), neuseeländischer Dichter
- Orr, Bobby (* 1948), kanadischer Eishockeyspieler
- Orr, Colton (* 1982), kanadischer Eishockeyspieler und -trainer
- Orr, David Duvall (* 1944), US-amerikanischer Bürgermeister (Chicago)
- Orr, Doug (* 1981), kanadischer Eishockeyspieler
- Orr, Eric (1939–1998), US-amerikanischer Maler und Installationskünstler
- Orr, Gary (* 1967), schottischer Golfsportler
- Orr, H. Allen (* 1960), US-amerikanischer Evolutionsbiologe und Genetiker
- Orr, Harry T. (* 1949), US-amerikanischer Neurowissenschaftler und Genetiker
- Orr, Hugh (* 1932), kanadischer Flötist, Musikpädagoge und Instrumentenbauer
- Orr, J.T. (* 1973), US-amerikanischer Basketballschiedsrichter
- Orr, Jackson (1832–1926), US-amerikanischer Politiker
- Orr, James (* 1953), kanadischer Regisseur, Filmproduzent und Drehbuchautor
- Orr, James Lawrence (1822–1873), US-amerikanischer Politiker
- Orr, Jehu Amaziah (1828–1921), Politiker der Konföderierten Staaten
- Orr, Jennifer (* 1953), australische Mittel- und Langstreckenläuferin
- Orr, Joe (* 1996), neuseeländischer Eishockeyspieler
- Orr, John (1885–1966), britischer Romanist
- Orr, John Herbert (1911–1984), US-amerikanischer Unternehmer und Firmengründer
- Orr, Jordan (* 1995), US-amerikanischer Filmschauspieler und Synchronsprecher
- Orr, Kay A. (* 1939), US-amerikanische Politikerin
- Orr, Lee (1917–2009), kanadischer Sprinter
- Orr, Nathaniel (1822–1908), US-amerikanischer Xylograf
- Orr, Ori (* 1939), israelischer Politiker
- Orr, Robert D. (1917–2004), US-amerikanischer Politiker
- Orr, Robert junior (1786–1876), US-amerikanischer Politiker
- Orr, Robert T. (1908–1994), US-amerikanischer Wirbeltierzoologe, Naturforscher und Mykologe
- Orr, Robin (1909–2006), schottischer Komponist
- Orr, Ronald (1876–1924), schottischer Fußballspieler
- Orr, Tara Lynn, US-amerikanische Schauspielerin, Drehbuchautorin und Regisseurin
- Orr, Tim (* 1968), US-amerikanischer Kameramann
- Orr, Verne (1916–2008), US-amerikanischer Politiker und Wirtschaftsmanager
- Orr, Wendy (* 1953), australische Kinder- und Jugendbuchautorin
- Orr, William McFadden (1866–1934), irisch-britischer Mathematiker
- Orr, Willie (1872–1946), schottischer Fußballspieler und -trainer
- Orr-Ewing, Ian, Baron Orr-Ewing (1912–1999), britischer Politiker

### Orra
- Orradre, Unai (* 2004), spanischer Motorradrennfahrer
- Orrantía, Carlos Emilio (* 1991), mexikanischer Fußballspieler
- Orrantia, Hayley (* 1994), US-amerikanische SchauspielerinHayley Orrantia (* 1994)

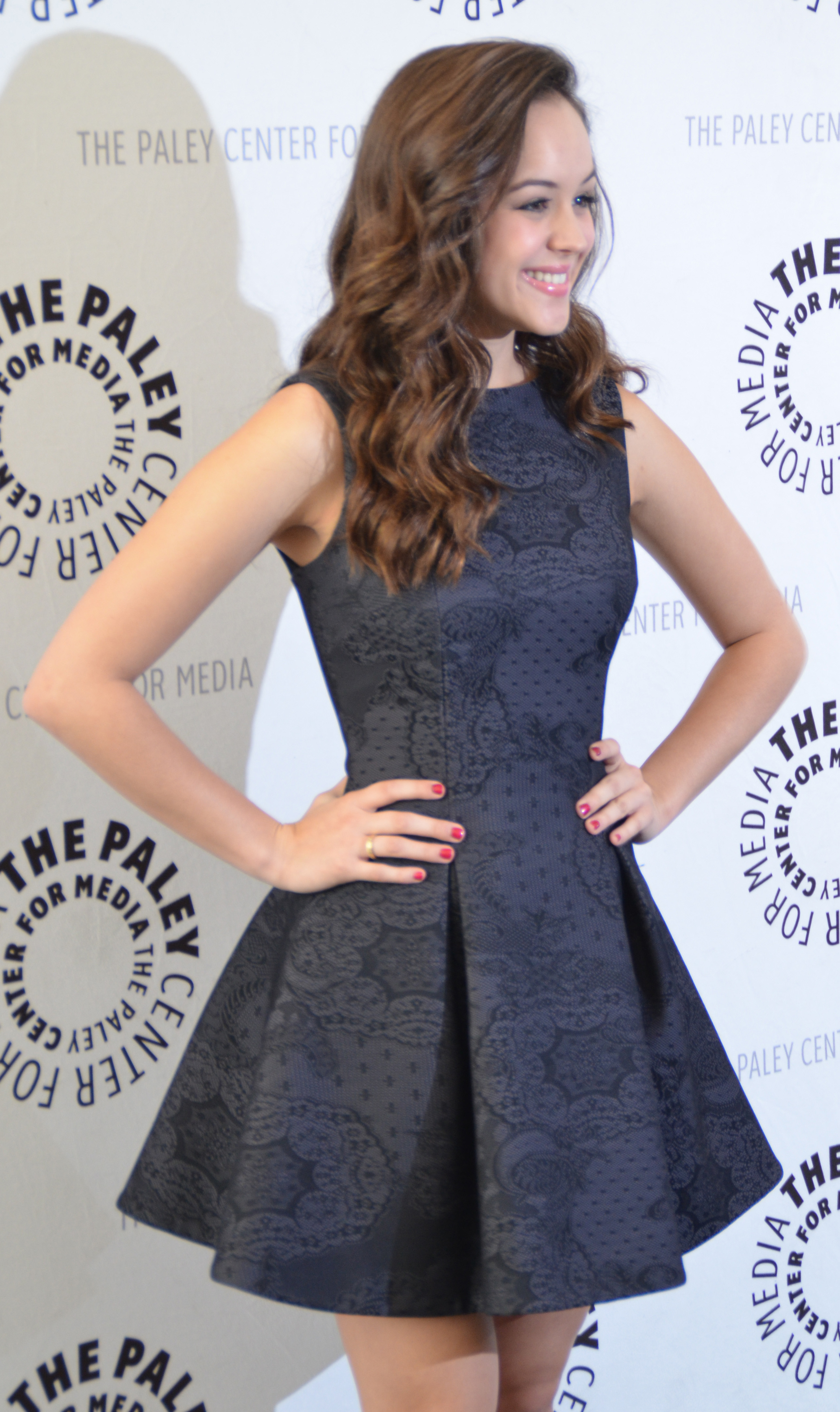
Hayley Orrantia (* 1994)

### Orre
- Orre, Johann Andreas, deutschbaltischer Orgelbauer in Mecklenburg
- Orre, Magne (* 1950), norwegischer Radrennfahrer
- Orrego Luco, Alberto (1854–1931), chilenischer Maler und Diplomat
- Orrego Vicuña, Francisco (1942–2018), chilenischer Jurist, Professor für Völkerrecht
- Orrego, Juan Pablo (* 1949), chilenischer Ökologe und Musiker
- Orrego-Salas, Juan (1919–2019), chilenischer Komponist und Musikpädagoge
- Orreindy, Philippe (* 1970), französischer Filmregisseur und Drehbuchautor
- Orrell, Tony, britischer Jazzmusiker (Schlagzeug)
- Orrente, Pedro de (1580–1645), spanischer Maler

### Orri
- Orri Blöndal (* 1990), isländischer Eishockeyspieler
- Orri Freyr Þorkelsson (* 1999), isländischer Handballspieler
- Orri Óskarsson (* 2004), isländischer Fußballspieler
- Orrico, Stacie (* 1986), US-amerikanische Popmusik-SängerinStacie Orrico (* 1986)

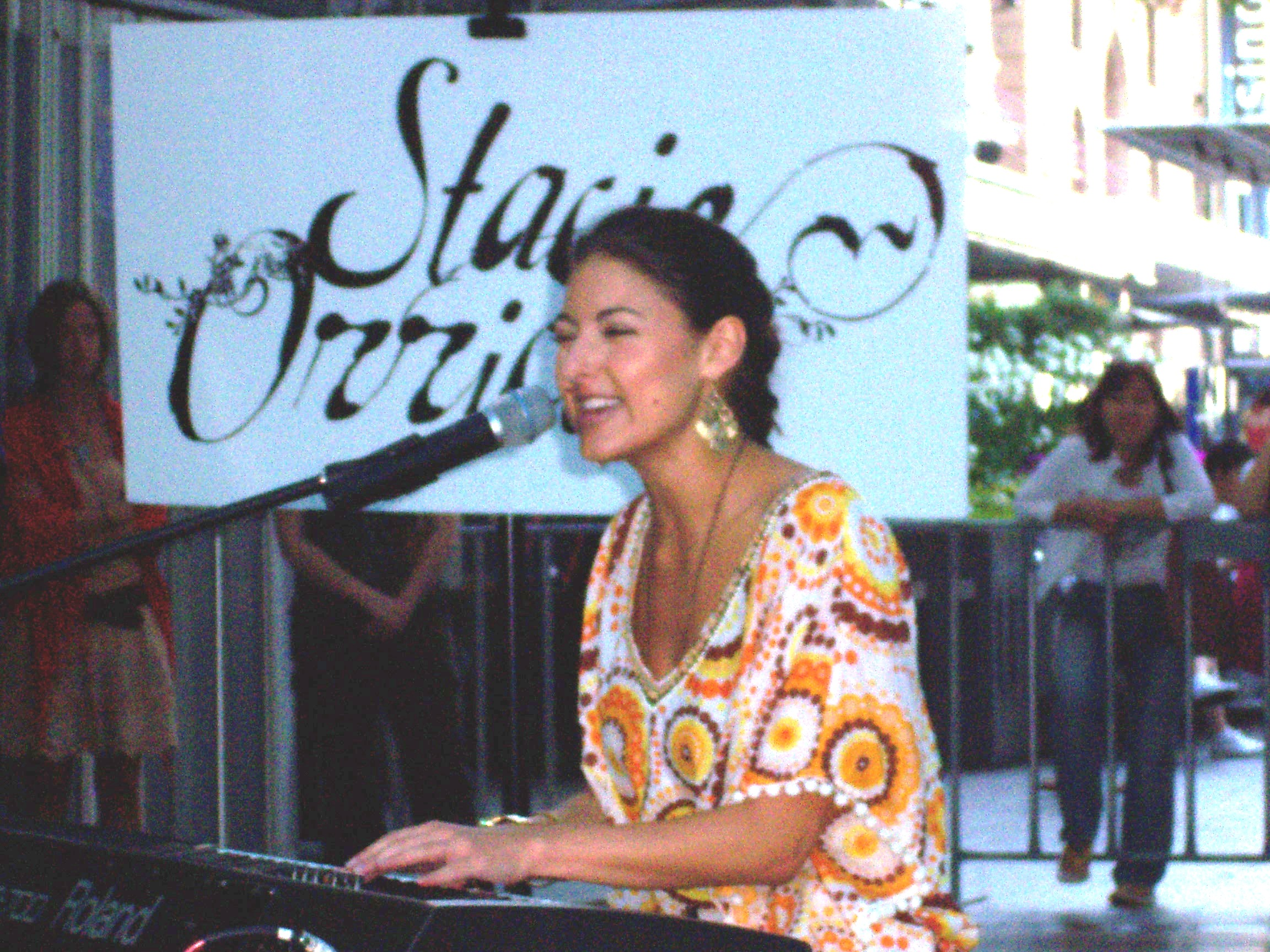
Stacie Orrico (* 1986)

- Orriols, Marta (* 1975), katalanische Schriftstellerin
- Orris, S. Stanhope (1838–1905), US-amerikanischer Klassischer Philologe
- Orriss, Garry John (* 1967), britisch-australischer Maler und Fotograf
- Orrit, Michel (* 1956), französischer Physiker im Bereich der Nanotechnologie

### Orro
- Orrom, James (* 1958), britischer Designer und Professor für Design

### Orru
- Orrù, Antonino (1928–2022), italienischer Geistlicher, römisch-katholischer Bischof von Ales-Terralba

### Orry
- Orry, Jean (1652–1719), französischer Ökonom
- Orry-Kelly (1897–1964), australisch-amerikanischer Kostümbildner